# Lenz Moser

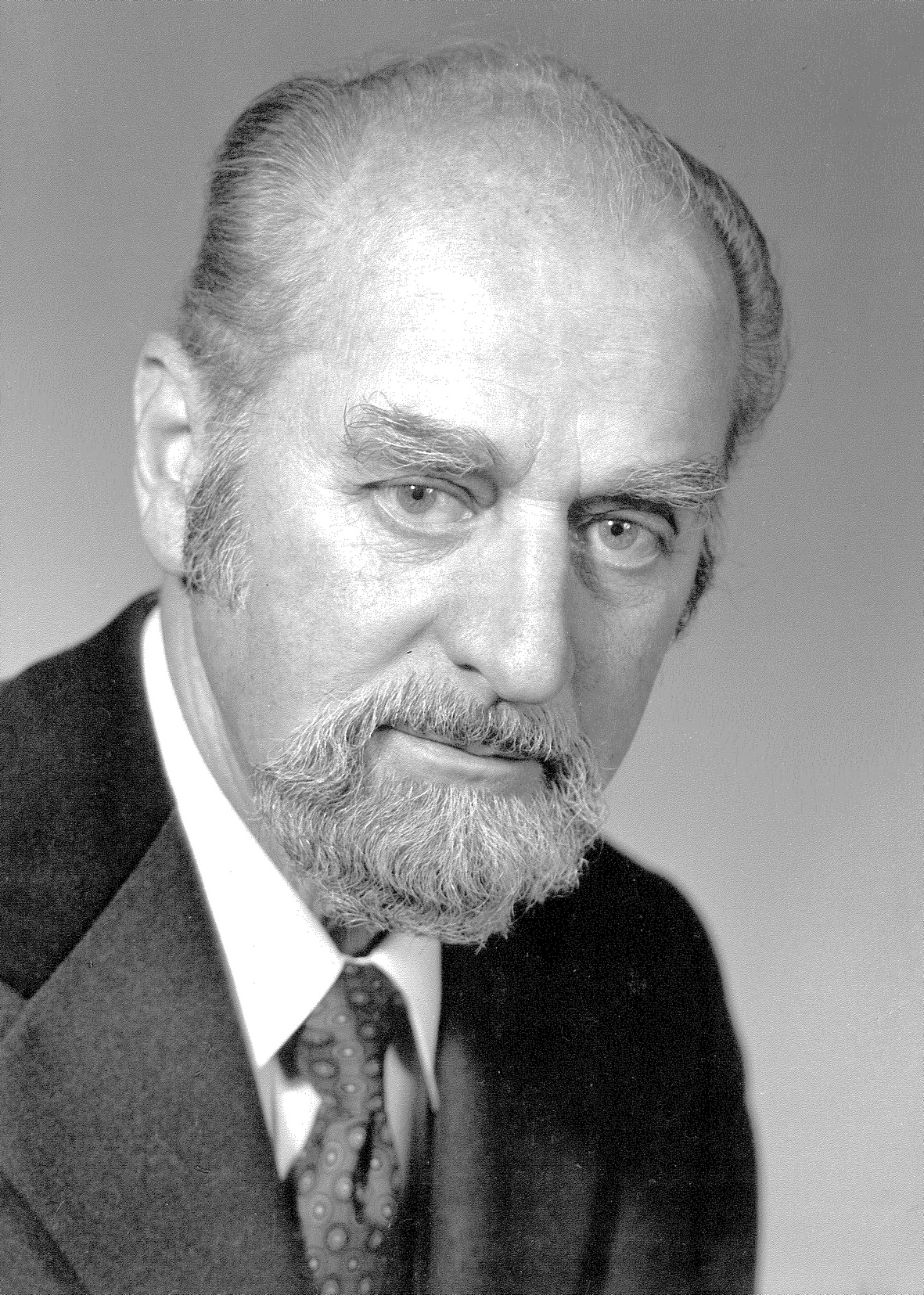
Lenz Moser

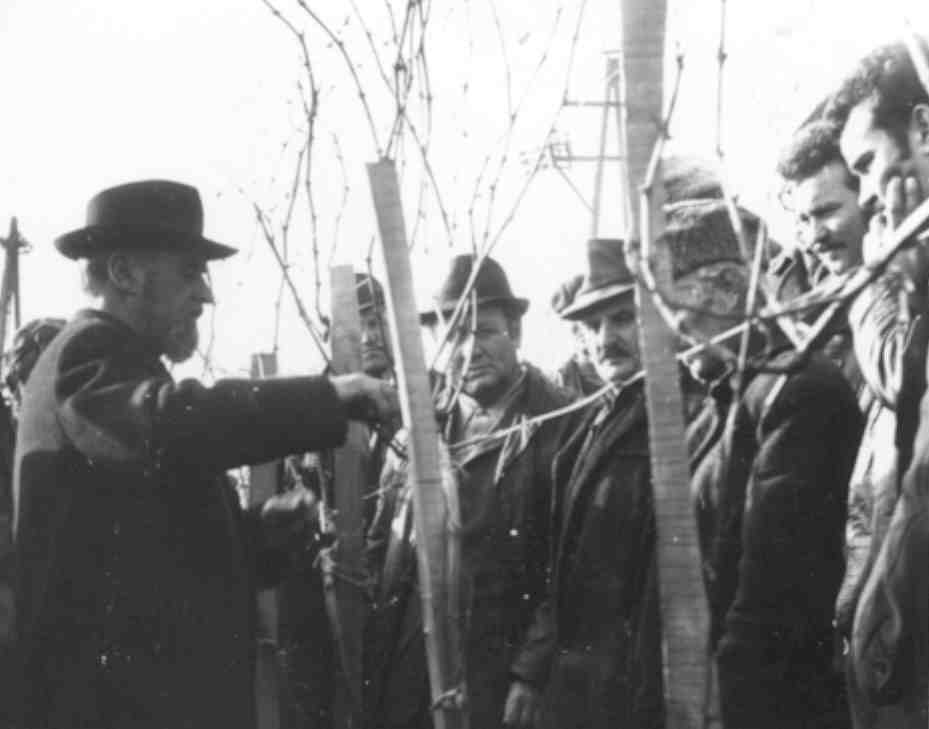
Lenz Moser bei der Demonstration des Rebschnittes.

Laurenz Alois Moser, genannt Lenz Moser (* 22. Juni 1905 in Rohrendorf bei Krems; † 1. Jänner 1978 in Krems) war Weingutsbesitzer und Önologe. Er gilt als Pionier der Hochkultur des österreichischen Weinbaues.

## Entwicklung der Hochkultur
2000 Jahre wurden die Reben auf Pfählen gezogen und in einem Abstand von 1 bis 1,20 Metern gepflanzt. Diese Stockkultur (Pfahlerziehung) mit niederem Stamm war sehr handarbeitsaufwändig. Mangels technischer Ausstattung und unzureichenden Pflanzenschutzmöglichkeiten gab es häufig Missernten. Lenz Moser griff in den 1930er Jahren alle technischen und wissenschaftlichen Neuerungen auf, um sie auf die Verwendbarkeit im Weinbau zu prüfen. Er pflanzte die Reben (ab 1928) mit einem Reihenabstand von 3 bis 3,5 Meter und zog die Rebstöcke auf Stämmchen mit einer Höhe von 1,20 bis 1,30 Zentimetern hoch. Für die Triebe wurden auf einem Unterstützungsgerüst mehrere Drähte gespannt. Er ermöglichte damit den ersten Zuggeräten eine ausreichende Fahrmöglichkeit in den Gassen. Die Stockpflegearbeiten konnten wesentlich leichter, in angenehmer Arbeitshöhe, erledigt werden. Der Gesamtarbeitsaufwand wurde dadurch deutlich reduziert. Er schuf damit die Voraussetzung für die Mechanisierung des österreichischen Weinbaues.
Die Familie Moser ist in Rohrendorf bei Krems seit dem 14. Jahrhundert als Weinbauer tätig. Lenz Moser kam, nach Abschluss der Weinbauschule (Höhere Bundeslehranstalt und Bundesamt für Wein- und Obstbau) in Klosterneuburg im Jahr 1923 in den elterlichen Betrieb zurück, begann in den folgenden Jahren in kleinen Versuchsweingärten hunderte von Rebsorten zu sammeln und pflanzte sie in verschiedenen Reihenabständen. 1920 wurden Reben schon auf Draht gezogen, aber die Rebstöcke selbst noch immer sehr bodennah erzogen. Nach damaliger Meinung der Winzer mussten die Reben über den Winter zum Schutz gegen Winterfrost mit Erde bedeckt werden. Lenz Moser bewies, dass das nicht stimmt. Im Jänner und Februar 1929 sanken die Temperaturen bis auf −31 °C. Die eng gepflanzten Weingärten waren zur Gänze erfroren. Von den hochgezogenen Sorten, Grüner Veltliner, Riesling, Welschriesling und Muskat-Ottonel, waren wesentlich weniger geschädigt. Aus dieser Erfahrung entstanden in Rohrendorf vermehrt Hochkulturen. Im Jahr 1938 waren es 15 Hektar.
Dass der Grüne Veltliner jenen Winter gut überstand, trug zur starken Verbreitung dieser Sorte in Niederösterreich bei. Eine noch größere Verbreitung dieser Sorte begann nach dem Zweiten Weltkrieg. Sie hat heute die flächenmäßig größte Anbaubedeutung in Österreich. Für die Verbreitung war auch der gute Ertrag dieser Sorte und die Produktionssicherheit ein wichtiges Entscheidungskriterium bei der Sortenwahl der Winzer.

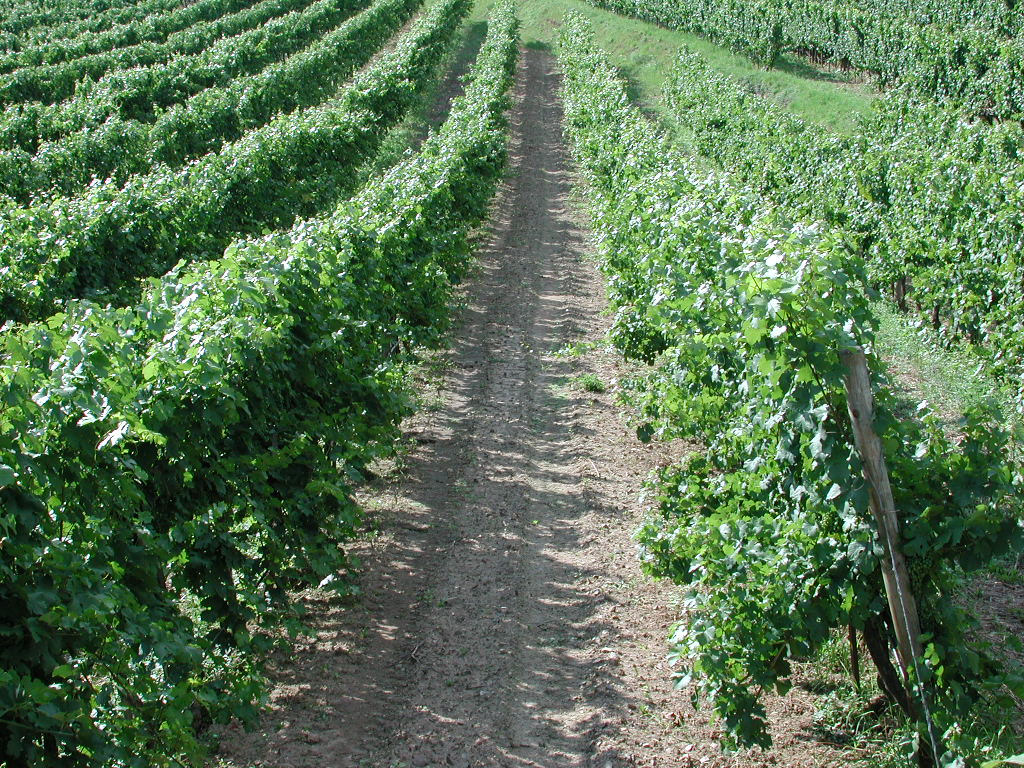
Trieb- und Blattflächenverteilung einer Hochkultur

Einige Jahre nach dem Ende des Zweiten Weltkrieges, besonders ab Mitte der 1950er-Jahre, begann eine rasante Verbreitung der Hochkultur. Ab diesem Zeitpunkt wurden die Weingärten vielfach auch sortenrein ausgepflanzt. Ab dem Jahr 1956 besuchten jährlich viele Winzer die Weingärten, die Versuchsanlagen und die Kellerei von Lenz Moser. Fast alle Weinbauvereine machten eine Exkursion nach Rohrendorf. Das Ausland zeigte reges Interesse an der „Lenz Moser Erziehung“, wie sie weltweit auch heute noch bezeichnet wird.
Nach dem Zweiten Weltkrieg begann auch die Mechanisierung der Landwirtschaft. Zuggeräte waren erschwinglich in den vielfach gemischten Weinbau-Ackerwirtschaften. Lenz Moser hat die Weingärten an diese Zuggeräte, den Normalspurtraktor, durch größere Reihenabstande angepasst. Andere Zuggeräte waren zu dieser Zeit nicht vorhanden.
Schon sehr früh hat Lenz Moser seine Erkenntnisse durch Vorträge im In- und Ausland weitergegeben. Vielen Winzern blieben die fachlich gut fundierten und pointierten Vorträge am Kremser Weinbautag, eine jährliche Veranstaltung in Krems an der Donau, in Erinnerung. Im Jahr 1950 gab er das Buch Weinbau einmal anders heraus. Es wurde in 12 Sprachen übersetzt.
Bereits in den 1950er-Jahren erkannte Lenz Moser die Eignung der Sorte „St. Laurent x Blaufränkisch“ für die Erziehungsform der Hochkultur und bemühte sich fortan um eine Benennung nach ihrem Züchter, Friedrich Zweigelt, da er die bisherige Bezeichnung als zu lang erachtete.
Die offizielle Bezeichnung „Zweigeltrebe Blau“ tauchte erstmals 1972 in dem damals neuen Rebsortenverzeichnis für Qualitätsweine auf. 1978 wurde der Sortenname abgeändert in „Blauer Zweigelt“ und das Synonym „Rotburger“ geschaffen.

## Ehrungen
- Am 6. März 1970 bekam Lenz Moser von der Universität für Bodenkultur aufgrund seiner Verdienste für den österreichischen Weinbau die Würde eines Ehrendoktors (Doctor honoris causa) verliehen.
- 1975 Verleihung des Berufstitels „Professor“.
- Von 1955 bis 1965 war Lenz Moser Bürgermeister von Rohrendorf, danach wurde er zum Ehrenbürger von Rohrendorf ernannt.
- 1980 errichteten die österreichischen Weinbauern ein Denkmal für Lenz Moser in Rohrendorf.

## Werke
- Weinbau einmal anders. Eigenverlag, 1950
- Das alte und das neue Rohrendorf. Ober- u. Unter-Rohrendorf, Neustift u. Neu-Weidling sowie die abgekommenen Orte. Zur Geschichte einer Dorfgemeinde., gemeinsam mit Fritz Dworschak, Eigenverlag 1970